# 金牛电气
芜湖金牛电气股份有限公司（新三板：870014，简称：金牛电气），是一家在中国新三板挂牌的上市公司，公司总部位于安徽省芜湖市，主要从事开关柜和变压器的研发、生产和销售。
公司创建于2000年，原名芜湖市金牛变压器制造有限公司，是国家级高新技术企业和国家火炬计划项目重点企业。公司所持有的“奔牛”牌商标于2000年被国家工商总局认定为中国驰名商标。2016年12月8日，在全国中小企业股份转让系统挂牌上市，证券简称“金牛电气”，主办券商为华金证券。
2017年，公司实现营业收入1.32亿元，同比减少18.18%；实现净利润1782.16万元，同比减少44.13%。